# 大里出入口
大里出入口（だいりでいりぐち）は、福岡県北九州市門司区にある北九州高速道路4号線の出入口。上り線、下り線で出入口が異なる。福岡県道71号新門司港大里線に面しており、この県道を新門司方向に進むと、九州自動車道の新門司IC入口がある。また関門道及び九州道方面からは初の一般道出口となる。

## 道路
- 北九州高速4号線(402,403)

## 料金所
ブース数：4

### 大里南料金所（馬場山方面）
- ブース数：2
  - ETC専用：1
  - 一般：1

### 大里北料金所（門司方面）
- ブース数：2
  - ETC専用：1
  - 一般：1

2011年10月15日午前11時より大里北料金所の一般レーン（普通車の硬貨・千円札での支払いのみ）において自動収受機の運用を開始した。
なお、ETCカード（手渡し）や障害者割引利用者・大型車・二千円札以上の紙幣での支払いは引き続き係員が対処する。また、自動収受機の機械はアマノ製で、駐車場の精算機に似たものとなっている。
2014年3月31日、上記自動収受機の運用を終了した。

## 接続道路
- 福岡県道71号新門司港大里線

## 周辺
- 国道3号
- 国道199号
- 九州旅客鉄道門司駅
- ダイレックス門司大里店
- 門司球場
- 豊国学園高等学校
- 北九州市立東部斎場
- 北九州市立萩ヶ丘小学校
- 特別養護老人ホーム大里の郷

## 隣
北九州高速4号線
(401) 春日出入口 - (1) 門司IC - (402,403) 大里出入口- 富野PA（上りのみ） - (404) 富野出入口